# Natalia Butuzova
Pour les articles homonymes, voir Butuzova.
Natalia Anatolievna Butuzova  (russe : Наталья Анатольевна Бутузова), née le 17 février 1954 en RSS d'Ouzbékistan, est une archère soviétique des années 1980, devenue ouzbèke après la dislocation de l'Union soviétique. Elle devient par la suite entraîneuse de tir à l'arc.

## Carrière
Natalia Butuzova, quintuple championne d'URSS de 1979 à 1983, remporte la médaille d'argent olympique de tir à l'arc aux Jeux olympiques d'été de 1980 à Moscou. Elle est la même année médaillée d'or individuellement et par équipe aux Championnats d'Europe. En 1981, elle est sacrée championne du monde et championne d'Europe en salle individuellement et par équipe. L'année suivante, elle réalise à nouveau le doublé européen. Championne d'Europe par équipe en 1988, elle participe la même année aux Jeux olympiques d'été de Séoul, où elle termine dix-huitième en solo et quatrième avec l'équipe soviétique.
Elle devient ensuite entraîneuse de tir à l'arc en Ouzbékistan puis prend en charge l'équipe d'Allemagne de tir à l'arc.